# Normalisateur
En mathématiques, dans un groupe G, le normalisateur d'une partie X est l'ensemble, noté NG(X), des éléments g de G qui normalisent X, c'est-à-dire qui vérifient gXg−1 = X :
Si Y est une partie de G dont tout élément normalise X, on dit que Y normalise X.

## Propriétés
Soient G un groupe, X et Y deux parties de G, H et K deux sous-groupes de G.
- NG(X) est un sous-groupe de G.

- NG(H) est le plus grand sous-groupe de G dans lequel H est normal, en particulier NG(H) = G si et seulement si H est normal dans G.
- Le centralisateur CG(X) de X dans G est un sous-groupe normal de NG(X).
- Pour tout élément x de G, NG({x}) = CG({x}) = CG(x).
- Désignons par 〈X〉 le sous-groupe de G engendré par la partie X. Alors NG(〈X〉) est l'ensemble des éléments g de G tels que gXg−1 et g−1Xg soient contenus dans 〈X〉. On notera que l'inclusion de NG(X) dans NG(〈X〉) peut être stricte : par exemple, si G est le groupe symétrique S3, si X est le singleton {(1 2 3)}, alors 〈X〉= A3 est normal dans G = S3, donc le normalisateur de 〈X〉 est G tout entier, tandis que le normalisateur de X est le centralisateur de la permutation circulaire (1 2 3), réduit au sous-groupe 〈X〉= A3.
- Le nombre de conjugués de X dans G est égal à l'indice de NG(X) dans G. En particulier, puisque tous les p-Sylow de G sont conjugués, le nombre de p-Sylow de G est égal à l'indice du normalisateur de n'importe lequel d'entre eux.
- Y normalise X si et seulement si Y est inclus dans NG(X).
- Si K normalise H alors le sous-groupe engendré par H ⋃ K est l'ensemble HK = KH. (Cela se déduit d'une propriété des sous-groupes normaux, en considérant H et K comme deux sous-groupes de NG(H) dont l'un est normal.)

## Exemples
- Le normalisateur dans le groupe linéaire du groupe orthogonal est le groupe des similitudes.